# Broc (Friburgo)
Broc (antiguamente en alemán Bruck) es una comuna suiza del cantón de Friburgo, situada en el distrito de Gruyère. Limita al norte con las comunas de Botterens, Châtel-sur-Montsalvens y Crésuz, al este con Charmey, al sur y suroeste con Gruyères, y al noroeste con Bulle y Morlon.

Vista de la fábrica de chocolates Cailler, Broc.